# 1. Feld-Division
1. Feld-Division foi uma divisão de campo da Luftwaffe que prestou serviço durante a Segunda Guerra Mundial, combatendo com a Heer. Criada no verão de 1942, esta divisão apenas durou um ano, sendo incorporada pelo exército no verão de 1944.

## Comandantes
- Gustav Wilke, 30 de Setembro de 1942 - 15 de Junho de 1943[2]
- Anton Longin, 15 de Junho de 1943 - 23 de Julho de 1943[2]
- Gustav Wilke, 23 de Julho de 1943 - 1 de Outubro de 1943[2]
- Rudolf Petrauschke, 1 de Outubro de 1943 - 1 de Novembro de 1943[2]